# Transport du paradis
Pour plus de détails, voir Fiche technique et Distribution.
Transport du paradis, également connu sous le titre La Solution finale (titre original : Transport z ráje) est un film dramatique tchécoslovaque réalisé par Zbyněk Brynych d'après un roman d'Arnošt Lustig et sorti en 1963.

## Synopsis
Un général SS visite le camp de concentration de Terezín (Theresienstadt, près de Prague). Un film documentaire dont le sujet est « la ville qu'offre Hitler aux Juifs » détenus dans ce camp y est justement en cours de tournage. Cependant l'officier remarque une pancarte portant l'inscription « Mort au fascime !». En représailles, il décide de constituer un convoi à destination d'Auschwitz-Birkenau. Le chef du Judenrat du ghetto s'oppose à cette décision, mais le convoi partira finalement.

## Fiche technique
- Titre français : Transport du paradis[1] ou Transport au paradis ou La Solution finale[2]
- Titre original : Transport z ráje
- Réalisation : Zbyněk Brynych
- Scénario : Zbyněk Brynych et Arnošt Lustig d'après son roman
- Musique : Jiří Sternwald
- Photographie : Jan Čuřík
- Montage : Miroslav Hájek
- Décors : Karel Škvor
- Pays d'origine : Tchécoslovaquie
- Format : Noir et blanc - Mono
- Genre : Drame, guerre
- Durée : 93 minutes
- Année de sortie : 1963

## Distribution
- Zdeněk Štěpánek : David Loewenbach
- Ilja Prachař : Moric Herz
- Jiří Vrstála : Binde
- Čestmír Řanda : Marmulstaub
- Ladislav Pešek : Roubicek
- Walter Taub : Spiegel
- Jiřina Štěpničková

## Récompenses
- 1963 : Léopard d'or du meilleur long métrage au Festival international du film de Locarno

## Le film documentaireDer Führer schenkt den Juden eine Stadt
Le film documentaire dont traite ce film est Der Führer schenkt den Juden eine Stadt - Le Führer donne une ville aux Juifs) tourné sous la direction de Kurt Gerron et dont le tournage débuta le 26 février 1944.